# Premi Obie
Els Premis Obie o Premis del Teatre de l'Off-Broadway (anglès: Obie Awards o Off-Broadway Theater Awards) són premis anuals atorgats originalment pel diari The Village Voice a artistes i grups de teatre de la ciutat de Nova York. El setembre de 2014, els premis es van lliurar i administrar conjuntament amb l'American Theatre Wing. A mesura que els Premis Tony cobreixen les produccions de Broadway, els Premis Obie cobreixen les produccions de l'Off-Broadway i de l'Off-Off-Broadway.

## Rerefons
Els Premis Obie van ser iniciats per Edwin (Ed) Fancher, editor de The Village Voice, que es va encarregar del finançament i la vessant empresarial del projecte. Es van donar per primera vegada el 1956 sota la direcció del crític teatral Jerry Tallmer. Inicialment, només eren elegibles les produccions de l' Off-Broadway; el 1964 es van fer elegibles les produccions de l'Off-Off-Broadway. La primera cerimònia dels Premis Obie es va celebrar al cafè Helen Gee.
A excepció dels premis "Èxits d'una vida" i "Millor Obra Estatunidenca Nova", no hi ha categories fixes als Premis Obie, i els actors i actrius guanyadors pertanyen a una única categoria titulada "Actuació. No hi ha nominacions anunciades. Els premis del passat han inclòs l'actuació, la direcció, la millor producció, el disseny, les citacions especials i els èxits sostinguts. No totes les categories s'atorguen cada any. The Village Voice també atorga subvencions Obie anuals a empreses seleccionades; el 2011, aquestes subvencions van ser de 2.000 dòlars cadascuna a la Metropolitan Playhouse i a Wakka Wakka Productions. També hi ha una subvenció Ross Wetzsteon, que porta el nom del seu antic editor de teatre, per un import de 2.000 dòlars (el 2009; el 2011 la subvenció era de 1.000 dòlars), per a un teatre que fomenta noves obres.
Els primers premis el 1955-1956 per a obres teatrals i musicals van ser atorgats a Absalom (Lionel Abel) com a Millor Obra Nova, Uncle Vanya, Millor Producció Completa i The Threepenny Opera com a Millor Musical.
Altres premis per al teatre Off-Broadway són els premis Lucille Lortel, els premis Drama Desk, el premi Drama League i els premis Outer Critics Circle.
A partir de setembre de 2014, els premis Obie són lliurats conjuntament per l'American Theatre Wing i el Village Voice, i l'ala té la "responsabilitat general de dirigir" els premis.